# بوو لوک
بوو لوک (انگلیسی: Bửu Lộc; ۲۲ اوت ۱۹۱۴ – ۲۷ فوریهٔ ۱۹۹۰) سیاست‌مدار اهل ویتنام جنوبی بود. وی از ۱۱ ژانویه ۱۹۵۴ تا ۱۶ ژوئن ۱۹۵۴ نخست‌وزیر ویتنام جنوبی بود.
بوو لوک در ۲۷ فوریه ۱۹۹۰، در سن ۷۵ سالگی در پاریس درگذشت.